# Kalaschnikow-Variante
|   | a | b | c | d | e | f | g | h |   |
| 8 |   |   |   |   |   |   |   |   | 8 |
| 7 |   |   |   |   |   |   |   |   | 7 |
| 6 |   |   |   |   |   |   |   |   | 6 |
| 5 |   |   |   |   |   |   |   |   | 5 |
| 4 |   |   |   |   |   |   |   |   | 4 |
| 3 |   |   |   |   |   |   |   |   | 3 |
| 2 |   |   |   |   |   |   |   |   | 2 |
| 1 |   |   |   |   |   |   |   |   | 1 |
|   | a | b | c | d | e | f | g | h |   |

Grundstellung der Kalaschnikow-Variante nach 4. … e7–e5 5. Sd4–b5 d7–d6
Die Kalaschnikow-Variante ist eine Variante der Sizilianischen Verteidigung, einer Eröffnung im Schachspiel. Sie ist im ECO-Code unter dem Schlüssel B32 klassifiziert und entsteht nach den Zügen (siehe auch: Schachnotation):
1. e2–e4 c7–c5

2. Sg1–f3 Sb8–c6

3. d2–d4 c5xd4

4. Sf3xd4 e7–e5
Die Variante ist verwandt mit dem Sweschnikow-System, bei welchem die Züge 4. … Sg8–f6 5. Sb1–c3 zwischengeschaltet werden, und kann in dieses übergehen. Schwarz greift mit seinem letzten Zug den Springer auf d4 an, der nun erneut ziehen muss. Da das eilige 5. Sd4xc6 b7xc6 wie in einer berühmten Partie zwischen Alexander McDonnell und Louis Charles Mahe De La Bourdonnais nur das schwarze Zentrum stärkt, ist 5. Sd4–b5 die Hauptvariante.
5. … d7–d6 verhindert nun das unangenehme Sb5–d6+. 
Erst jetzt ist die eigentliche Kalaschnikow-Variante erreicht. 
Die Alternative ist die Löwenthal-Variante 5. … a7–a6 6. Sb5–d6+ Lf8xd6 7. Dd1xd6 Dd8–f6. Nun sind 8. Dd6xf6, 8. Dd6–d1, 8. Dd6–a3 oder 8. Dd6–c7!? möglich.
6. c2–c4
Weiß wählt den sogenannten Maróczy-Aufbau. Der Bauer auf c4 soll den Gegenstoß d6–d5 verhindern, wonach Schwarz gut stehen würde. 
6. Sb1–c3 a7–a6 7. Sb5–a3 b7–b5 8. Sc3–d5 Sg8–f6 9. Lc1–g5 würde in die Hauptvariante des Sweschnikow-Systems überleiten. Schwarz kann mit 8. … Sg8–e7 oder 8. … Sc6–e7!? abweichen.
6. … Lf8–e7 Schwarz plant mittels Le7–g5, gefolgt von Lg5xc1, seinen schlechten gegen den weißen guten Läufer zu tauschen.
7. Sb1–c3 a7–a6 8. Sb5–a3 Lc8–e6 9. Lf1–e2 Le7–g5 10. Sa3–c2 Bringt den Springer wieder ins Spiel. Auf c2 deckt er das Feld d4, das dem schwarzen Springer auf c6 als Vorposten dienen könnte. Den Bauern d6 zu erobern ist nicht empfehlenswert: Nach 10. Lxg5 Dxg5 11. Dxd6?? hat Schwarz eine Gewinnstellung. 11. … Td8 12. Dc5 Dd2+ 13. Kf1 Dxb2.
10. … Lg5xc1 11. Ta1xc1 Sg8–f6 12. 0–0 0–0 Weiß kann nun versuchen, den rückständigen Bauern d6 zu erobern, beispielsweise mit Dd2 und Tfd1. Verteidigt wird dies mit Db8! und Tfd8. Die schwarze Dame kann später von a7 aus eine wichtige Diagonale kontrollieren. Möglich ist auch das typisch sizilianische Vorgehen mit b7–b5, um den Bauern c4 anzugreifen. Beide Seiten haben auf der d-Linie einen Vorposten für ihre Springer: Weiß auf d5 und Schwarz auf d4. Kann sich dort ein Springer dauerhaft halten, so ist dies für den jeweiligen Gegner sehr unangenehm.
Anand – Rəcəbov, Dortmund 2003 ist eine andere Beispielpartie.